# Златан Динић
Златан (Тасе) Динић (Житни Поток, 1889 — ?) био је српски трговац и јунак. Носилац је Карађорђеве звезде са мачевима.

## Биографија
Рођен је 9. децембра 1889. године у Житном Потоку, од оца Тасе и мајке Савастије. Био је познат трговац у Житном Потоку. Одликован је Златним војничким орденом КЗм као наредник 2. прекобројног пука Комбиноване дивизије, за показану храброст и подвиге у борбама на Церу и Колубари. Рањаван је 6 пута: 1913. у рату са Бугарима у десну и леву ногу и 1917. на Солунском фронту два пута у леву ногу. За показану изузетну храброст одликован је са две медаље Облића за храброст, два пута орденом Белог орла петог степена, француском Сребрном медаљом и свим споменицама. После рата унапређен је у чин резревног мајора.
Са супругом Ранђијом имао је синове Милоја и Радомира и кћер Радмилу. Умро је после Другог светског рата.